# Marion Zimmer Bradley
Marion Zimmer Bradley (Albany, 3 giugno 1930 – Berkeley, 25 settembre 1999) è stata una scrittrice, glottoteta e curatrice editoriale statunitense, conosciuta soprattutto come autrice di narrativa fantastica.
Oltre al genere fantasy ha affrontato il gotico, il fantascientifico e il romanzo storico. Ha composto anche testi per opere musicali, ballate e poesie. Le sue opere sono state tradotte in più di ventotto paesi e venti lingue (tra cui italiano, tedesco, francese, greco, spagnolo, svedese, olandese, giapponese, portoghese, croato, russo, polacco, ungherese, finlandese e turco).

## Biografia
(Marion Zimmer Bradley, Le nebbie di Avalon)
Marion Eleanor Zimmer si sposò giovanissima nel 1949 con Robert Alden Bradley, assumendone quindi il cognome, che aggiunse al proprio. Ottenne la laurea in lettere (Bachelor of Arts) nel 1964 presso la Hardin Simmons University ad Abilene (Texas) per poi svolgere attività di ricerca presso l'Università di Berkeley, in California, dal 1965 al 1967, luogo a cui rimarrà sempre legata. Il 19 maggio 1964 divorziò da Robert Bradley, ma mantenne il cognome nel nome d'arte col quale aveva ormai iniziato a essere conosciuta nel mondo della fantascienza.
Negli anni cinquanta si era avvicinata al gruppo di cultura e di politica lesbica delle Daughters of Bilitis, scrivendo sulla loro rivista (talvolta con lo pseudonimo di Miriam Gardner) pubblicando per loro, in collaborazione con Barbara Grier, una bibliografia sul lesbismo in letteratura. Oltre a ciò scrisse diversi romanzi a tematica lesbica: come Lee Chapman, I am a lesbian (1962); come Morgan Ives, Spare her Heaven (1963) e Knives of Desire (1966); come Miriam Gardner, My Sister, my Love (1963) e Twilight Lovers (1964); e come John Dexter, No Adam for Eve (1966). Tutti questi romanzi, non più ristampati, sono oggi diventati oggetti da collezione.
Ciononostante, il desiderio di figli che caratterizzò la sua intera vita (oltre alla prole naturale, la Bradley ebbe anche figli adottivi) la portò a sposarsi nuovamente, col numismatico Walter Breen, il 3 giugno 1964 autore sotto lo pseudonimo di "J.Z. Eglinton" di un saggio sulla pederastia greca intitolato Greek Love (1964), con cui ebbe due figli.
Si separarono nel 1979, ma divorziarono legalmente solo il 9 maggio 1990, e il matrimonio con Breen fu causa di gravissime amarezze negli ultimi anni di vita della scrittrice, che nel 1991 rimase coinvolta nel processo in cui l'uomo fu condannato per rapporti sessuali con un minorenne: la Bradley fu accusata di avere saputo (anche se non necessariamente approvandole) delle attività sessuali del marito. La denuncia fu ritirata solo grazie a un accomodamento finanziario con la vittima solo poco prima della morte della Bradley, nel 1999 (Breen, nel frattempo, era morto in prigione, nel 1993).
Nel 1999, all'età di 69 anni, a causa d'un attacco cardiaco Marion Zimmer Bradley si spense a Berkeley in California. Le sue ceneri vennero sparse a Glastonbury Tor, nel Somerset (Inghilterra), due mesi più tardi.
Il suo primo figlio, David Bradley (1950-2008), e suo fratello, Paul Edwin Zimmer (1943-1997), sono stati scrittori di fantascienza e fantasy. Sua figlia, Moira Stern, è un'arpista professionista e cantante.

### Carriera
Nata e cresciuta negli anni della Grande depressione, Marion Eleanor Zimmer, fin da giovanissima, iniziò a leggere e a interessarsi di letteratura fantascientifica e fantastica, pubblicata su riviste come Weird Tales e Argosy.
La carriera di scrittrice fantasy della Bradley iniziò nel 1949 con la partecipazione a un concorso letterario, mentre il suo primo racconto pubblicato risale al 1952 sulla rivista Vortex Science Fiction, dal titolo Innesto centauriano (Centaurus Changeling), che ben presto la introdusse nel mondo della fantascienza statunitense.
Ma fu solo in seguito, una ventina di racconti dopo e quasi un decennio più tardi, che la Zimmer Bradley pubblicò il primo romanzo della sua carriera, I falconi di Narabedla, che uscì a puntate su una rivista, nel 1957 (e solo successivamente edito in un unico volume).
Il primo vero romanzo, pubblicato come tale, fu The Door Through Space nel 1961 (ambientato in una sorta di "pianeta Darkover" ancora in fase di gestazione), seguito a breve da Seven from the Stars (sempre nel 1961).
La passione per questo tipo di narrativa nacque in lei durante gli anni adolescenziali, ed è proprio questo l'impulso che la portò ad affrontare uno studio del genere e a pubblicare oltre 60 romanzi, appartenenti in buona parte ai suoi due cicli narrativi più famosi: il ciclo di Avalon e il ciclo di Darkover. L'apice letterario toccato dall'autrice è tuttavia unanimemente considerato il romanzo Le nebbie di Avalon (1983), volume che le impiegò anni di ricerca e di stesura, e che successivamente, alla sua pubblicazione, raggiunse i vertici di tutte le classifiche, fra cui quella prestigiosa del New York Times, dove è rimasto a capo della lista dei best seller in edizione cartonata per quattro mesi, e successivamente anche in quella economica. Nel 2001 il romanzo è stato trasposto in una miniserie TV, in due puntate, dal titolo omonimo. Le nebbie di Avalon ha in seguito ottenuto 9 candidature per l'Emmy Awards nell'edizione del 2002 (vincendone uno per i migliori costumi), e una candidatura ai Golden Globe del 2002.
Fondamentale è ricordare anche l'attività di curatrice editoriale per riviste e antologie dell'autrice. Questo ruolo Marion Zimmer Bradley iniziò a ricoprirlo dall'inizio degli anni ottanta e lo continuò fino alla fine dei suoi giorni, con la pubblicazione di oltre 30 raccolte antologiche e 50 uscite periodiche di una rivista curata dalla stessa. Molti nomi del fantastico furono scoperti in queste raccolte, fra cui Diana L. Paxson, Deborah J. Ross, Mercedes Lackey, Laurell K. Hamilton e molti altri.
Oltre a Le nebbie di Avalon, tra i suoi romanzi più importanti si ricordano La torcia e Le luci di Atlantide, oltre ad alcuni titoli del ciclo di Darkover che hanno valso all'autrice due candidature al premio Hugo (La spada di Aldones e La torre proibita) e una al premio Nebula (L'erede di Hastur). La serie di Darkover contava, nel 2012, più di cinque milioni di copie stampate solo negli Stati Uniti.
Nel 2000 l'autrice ha ricevuto il premio World Fantasy Award per la carriera.

### Accuse postume di abusi sessuali su minori
Nel 2014 la Bradley è stata accusata, quindici anni dopo la sua morte, di abusi sessuali da sua figlia Moira Greyland, che ha dichiarato di essere stata molestata dai 3 anni ai 12. Greyland, in una e-mail per il Guardian, ha detto che non aveva parlato prima "perché ho pensato che i fan di mia madre si sarebbero arrabbiati con me per aver detto qualcosa contro una persona che si era battuta per i diritti delle donne e che aveva portato molti di loro a percepire in modo diverso se stessi e la propria vita. Io non volevo ferire nessuno di coloro che aveva aiutato, così ho tenuto la bocca chiusa". Greyland ha anche affermato di non essere l'unica vittima ma una delle persone che hanno testimoniato contro suo padre, Walter H. Breen, per molestie su minori, reato per cui ha ricevuto diverse condanne. Per sua stessa ammissione la Bradley era a conoscenza del comportamento del marito e aveva scelto di non denunciarlo.
In risposta a queste accuse, il 2 luglio 2014 Victor Gollancz, l'editore del Bradley's digital backlist, ha annunciato che donerà tutti i proventi dalla vendita di e-book della Bradley all'organizzazione Save the Children. L'autrice Janni Lee Simner che ha continuato a scrivere racconti antologici per la serie di Darkover della Bradley, ha annunciato il 13 giugno 2014, che avrebbe fatto donazione degli anticipi dai suoi due libri dei propri diritti d'autore e su richiesta del marito Larry Hammer, il pagamento per la sua vendita al magazine di Bradley, all'organizzazione Rape, Abuse & Incest National Network.

### Cronologia
- 1930 - il 3 giugno nasce Marion Eleanor Zimmer.
- 1949 - si sposa con Robert Alden Bradley e si trasferiscono assieme in Texas.
- 1950 - nasce il primo figlio dell'autrice, David Bradley.
- 1953 - pubblica il primo racconto sulla rivista Vortex Science Fiction, dal titolo Women Only.
- 1957 - pubblica il primo romanzo lungo a puntate della sua carriera, I falconi di Narabedla.
- 1958 - sempre a puntate pubblica il primo romanzo del Ciclo di Darkover, Le foreste di Darkover.
- 1962 - esce La spada di Aldones, primo romanzo della saga di Darkover ad apparire in volume unico, finalista al Premio Hugo.
- 1964 - divorzia dal primo marito e sposa Walter Henry Breen, trasferendosi a Berkeley in California.
- 1964 - nasce un secondo figlio, Patrick Breen.
- 1966 - nasce una terza figlia, Dorothy Breen.
- 1983 - firma il suo romanzo più famoso, il best seller Le nebbie di Avalon.
- 1984 - vince il Locus Poll Award con Le nebbie di Avalon.
- 1988 - fonda la rivista Marion Zimmer Bradley's Fantasy Magazine e inizia la sua carriera di scopritrice di talenti.
- 1999 - il 25 settembre Marion Zimmer Bradley si spegne a Berkeley.
- 2000 - viene insignita del premio World Fantasy Award alla carriera.

## Opere

### Romanzi singoli
- I falconi di Narabedla (Falcons of Narabedla, 1957 su rivista, 1964 in volume)
- The Door Through Space, 1961
- Seven from the Stars, 1961
- The Colours of Space, 1963
- Castle Terror, 1965
- Souvenir of Monique, 1967
- Bluebeard's Daughter, 1968
- Il drago di bronzo (The Brass Dragon, 1970)
- In the Steps of the Master - The Sixth Sense #2 , 1973 (basato sulla serie tv Sesto senso, ideata da Anthony Lawrence)
- The Jewel of Arwen, 1974 (romanzo breve)
- The Parting of Arwen, 1974 (romanzo breve)
- Can Ellen Be Saved? , 1975 (adattamento di un soggetto per la tv di Emmett Roberts)
- The Endless Voyage, 1975
- Drums of Darkness, 1976
- Le rovine di Isis (The Ruins of Isis, 1978)
- The Catch Trap, 1979
- Universo senza fine (The Endless Universe, 1979; riscrittura di The Endless Voyage)
- La casa tra i mondi (The House Between the Worlds, 1980)
- Perduti nello spazio (Survey Ship, 1980)
- The Colors of Space, 1983 (versione integrale)
- Night's Daughter, 1985
- Warrior Woman, 1987
- La torcia (The Firebrand, 1987)
- Tiger Burning Bright, 1995 (con Mercedes Lackey e Andre Norton)

### Antologie di racconti
(per i racconti di Darkover vedi sotto)
- The Dark Intruder and Other Stories, 1964
- Greyhaven, 1983 (con Paul Edwin Zimmer)
- Le più belle storie di Marion Zimmer Bradley (The Best of Marion Zimmer Bradley, 1985)
- Jamie and Other Stories, 1988

### Serie

#### Ciclo di Darkover

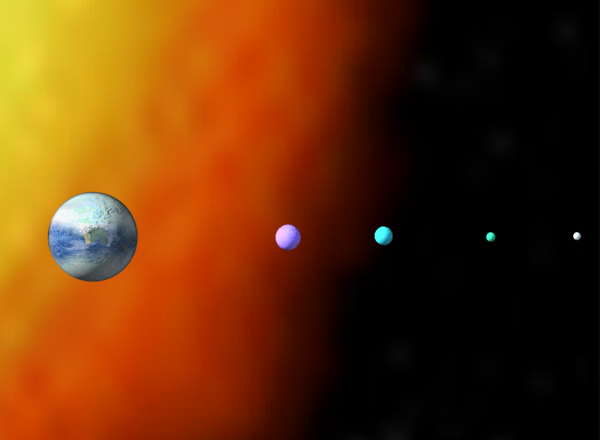
Sistema solare del mondo di Darkover

- Le foreste di Darkover (The Planet Savers, 1962)
- La spada di Aldones (The Sword of Aldones, 1962)
- L'esiliato di Darkover (The Bloody Sun, 1964; riscritto nel 1979)
- Ritorno a Darkover (Star of Danger, 1965)
- Il signore di Storn (The Winds of Darkover, 1970)
- Il ribelle di Thendara (The World wreckers, 1971)
- Naufragio sulla terra di Darkover (Darkover Landfall, 1972)
- La spada incantata (The Spell Sword, 1974; in collaborazione con Paul Edwin Zimmer)
- L'erede di Hastur (The Heritage of Hastur, 1975)
- La catena spezzata (The Shattered Chain, 1976)
- La torre proibita (The Forbidden Tower, 1977)
- La signora delle tempeste (StormQueen!, 1978)
- Il sapiente di Darkover (Two to Conquer, 1980)
- L'esilio di Sharra (Sharra's Exile, 1981)
- La donna del falco (Hawkmistress!, 1982)
- I regni di Darkover (Thendara House, 1983)
- La città della magia (City of Sorcery, 1984)
- Gli eredi di Hammerfell (The Heirs of Hammerfell, 1989)
- La riscoperta di Darkover (Rediscovery, 1993; in collaborazione con Mercedes Lackey)
- La sfida degli Alton (Exile's Song, 1995; in collaborazione con Adrienne Martine-Barnes)
- La matrice ombra (The Shadow Matrix, 1997; in collaborazione con Adrienne Martine-Barnes)
- Attacco a Darkover (Traitor's Sun, 1999; in collaborazione con Adrienne Martine-Barnes)
- Trilogia Clingfire (in collaborazione con Deborah J. Ross):
  - La caduta di Neskaya (The Fall of Neskaya, 2001)
  - Gli inferni di Zandru (Zandru's Forge, 2003)
  - A Flame in Hali, 2004
- Modern Darkover (nota anche come Children of Kings trilogy, in collaborazione con Deborah J. Ross)
  - The Alton Gift, 2007
  - The Children of Kings, 2013
  - The Laran Gambit, 2022
- Hastur Lord, 2010 (in collaborazione con Deborah J. Ross)
- Thunderlord, 2016 (in collaborazione con Deborah J. Ross)

##### Antologie di Darkover
Alle prime quattro antologie, edite in italiano, non corrisponde alcuna edizione statunitense e raccolgono il meglio dalle varie edizioni americane.
- L'alba di Darkover, 1992 (solo in italiano)
- I cento regni di Darkover, 1993 (solo in italiano)
- I signori di Darkover, 1993 (solo in italiano)
- Darkover e l'impero, 1994 (solo in italiano)
- Le libere amazzoni di Darkover (Free Amazon of Darkover, 1985)
- Le quattro lune di Darkover, (Four Moons of Darkover, 1988)
- Le torri di Darkover (The Towers of Darkover, 1993)
- Le nevi di Darkover (Snows of Darkover, 1994)
- Le donne di Darkover (Renunciates of Darkover, 1991)
- Marion Zimmer Bradley's Darkover, 1993

#### Ciclo di Avalon
- Le luci di Atlantide (Web of Light - Web of Darkness, 1983; nelle successive edizioni Fall of Atlantis)
- Le nebbie di Avalon (The Mists of Avalon, 1983)
- Le querce di Albion (The Forest House, 1994; noto anche come Forests of Avalon)
- La signora di Avalon (The Lady of Avalon, 1997)
- La sacerdotessa di Avalon (Priestess of Avalon, 2000)
- L'alba di Avalon (Ancestors of Avalon, 2005; scritto principalmente da Diana Paxson)
- La dea della guerra (Ravens of Avalon, 2007; scritto principalmente da Diana Paxson)
- La spada di Avalon (Sword of Avalon , 2009; scritto principalmente da Diana Paxson)

#### Serie del giglio
- Il giglio nero (Black Trillium, 1990) con Julian May e Andre Norton, Milano, Longanesi, 1990.
- La dama del giglio (Lady of the Trillium, 1995), Milano, Longanesi, 1998.

Romanzi accreditati come collaborazioni solo nell'edizione italiana:
- Il giglio dorato (Golden Trillium) di Andre Norton, Milano, Longanesi, 2002.
- Il giglio celeste (Sky Trillium, 1997) di Julian May, Milano, Longanesi, 2003.

#### Ciclo delle avventure nel paranormale
- Dark Satanic, la maledizione (Dark Satanic, 1972)
- L'erede (The Inheritor, 1984)
- Witch Hill, la confessione della strega (Witch Hill, 1990)
- Spirito di luce (Ghostlight, 1995)
- Magia di luce (Witchlight, 1996)
- Tenebra di luce (Gravelight, 1997)
- Cuore di luce (Heartlight, 1998)

#### SerieSurvivors
(con Paul Edwin Zimmer)
- I cacciatori della luna rossa (Hunters of the Red Moon, 1973)
- The Survivors, 1979

#### Serie di Lythande
- Nel mondo di Lythande (Lythande, 1986; in collaborazione con Vonda McIntyre), raccolta di racconti lunghi
- Le tre candele (The Gratitude of Kings, 1997), racconto lungo
- The Complete Lythande, 2013, raccolta di tutti i racconti della serie

#### Serie di Glenraven
(con Holly Lisle)
- Glenraven, 1996
- In the Rift, 1998

#### SerieSword and Sorceress
- Storie fantastiche di spade e magia (Sword and Sorceress I e II, 1984 e 1985)
- Storie fantastiche di draghi, maghi e cavalieri (Sword and Sorceress III e IV, 1986 e 1987)
- Storie fantastiche di guerrieri e sortilegi (Sword and Sorceress V e VI, 1988 e 1990)
- Storie fantastiche di Dame, Eroi e Incantesimi (Sword and Sorceress VII e VIII, 1990 e 1991)
- Le spade incantate (Sword and Sorceress IX, 1992)
- La giustizia delle spade (Sword and Sorceress X, 1993)
- Streghe guerriere (Sword and Sorceress XI, 1994)
- Con il cuore e con la spada (Sword and Sorceress XII, 1995)
- La Luce della spada (Sword and Sorceress XIII, 1996)
- Nel segno del coraggio (Sword and Sorceress XIV, 1997)

### Raccolte poetiche
- The Maenads (1978)

### Musica
- Songs from Rivendell, musica e arrangiamenti per poemi estratti dal romanzo Il Signore degli Anelli di J. R. R. Tolkien (1960)

### Curatrice editoriale
- The Darkover Newsletter (rivista in attività dal 1975 al 1990)
- Starstone a Darkover (fanzine in cinque numeri, pubblicata fra 1978 e 1982)
- Spells of Wonder (antologia, 1989)
- Best of Marion Zimmer Bradley's Fantasy Magazine, vol. 1 (antologia, 1994)
- Best of Marion Zimmer Bradley's Fantasy Magazine, vol. 2 (antologia, 1995)
- Marion Zimmer Bradley's Fantasy World (antologia, 1998)
- Marion Zimmer Bradley's Fantasy Magazine (rivista in 50 uscite, dal 1988 al 2000)